# Буди (Прилуцький район)
Бу́ди — село в Україні, у Ічнянській територіальній громаді Прилуцького районі Чернігівської області. Центр Будянської сільської ради, до якої входять також села Грабів, Лучківка, Пелюхівка і Червоне. Населення становить 223 особи.

## Географія
Село Буди розкинулося на березі річки Радківка, яка за 5 км впадає у річку Удай, вище за течією за 3 км розташоване село Дзюбівка, нижче за течією за 1,5 км — село Пелюхівка.
Відстань від Чернігова — близько 150 км (автошляхами — 164 км), до Ічні — 16 км. Найближча залізнична станція — Коломійцеве на лінії Бахмач — Прилуки Полтавської дирекції залізничних перевезень за 6 км.
Площа села близько 1 км². Висота над рівнем моря — 132 м.

## Історія
Буди засновані в другій половині XVI сторіччя (офіційною датою заснування вважається 1600 рік).
142 жителі Буд брали участь у Другій світовій війні, 89 з них — загинули, 85 — нагороджені орденами і медалями СРСР. На честь воїнів-односельців, полеглих у війні, у селі споруджено обеліск Слави.
У повоєнний період в селі було відділення колгоспу імені Карла Маркса (центральна садиба — в селі Грабів), за яким закріплено 2110 гектарів сільськогосподарських угідь, у тому числі 1543 га орної землі. Господарство вирощувало зернові та технічні культури, займалося м'ясо-молочним тваринництвом.
На початку 1970-х населення села становило 409 осіб. Нині (коли?) в селі живе 223 мешканці.
На території села працюють медпункт, відділення зв'язку.